# Дозволь йому піти
Дозволь йому піти (англ. Let Him go) — американський трилер 2020 року. Режисер Томас Безуча; сценаристи Томас Безуча й Ларрі Вотсон. Продюсери Томас Безуча і Мітчелл Каплан.

## Зміст
Після важкої втрати сина колишній шериф Джордж Блекледж та його дружина Маргарет залишають спокійне життя і вирушають в Дакоту, щоб забезпечити онуку належне виховання. Тепер він єдиний, хто в них є.
Зустрівшись віч-на-віч з небезпечними ворогами, подружжя ризикне усім — заради безпеки родини.

## Знімались
- Даян Лейн — Маргарет Блекледж
- Кевін Костнер — Джордж Блекледж
- Кейлі Картер — Лорна Блекледж
- Леслі Менвілл — Бланш Вебой
- Джеффрі Донован — Білл Вебой
- Вілл Бріттен — Донні Вебой
- Бубу Стюарт — Пітер Драгсвольф
- Бредлі Страйкер — шериф Невелсон